# Provincia de Camacho
La provincia de Camacho es una provincia de Bolivia, localizada en el norte del departamento de La Paz, que tiene como capital provincial a la localidad de Puerto Acosta a orillas del río Huaycho. Tiene una extensión territorial de 2.080 km² y una población de 54.072 habitantes (según el Censo INE 2012), siendo en su mayoría una población de origen aimara.
La provincia fue creada mediante ley el 5 de noviembre de  1908 (116 años), durante el gobierno de Ismael Montes, separándose de la provincia de Muñecas. Debe su nombre al excombatiente boliviano de la guerra del Pacífico, Eliodoro Camacho.

## Estructura
La provincia de Camacho está dividida en cinco municipios, los cuales son:
1. Puerto Acosta
2. Mocomoco
3. Puerto Carabuco
4. Humanata
5. Escoma

## Demografía
De acuerdo con el censo boliviano de 2024, la población de la provincia de Camacho es de 63 266 habitantes.
La población de la provincia ha aumentado casi una quinta parte en las últimas tres décadas:
| Año  | Habitantes | Fuente |
| ---- | ---------- | ------ |
| 1992 | 534 87     | Censo  |
| 2001 | 57 745     | Censo  |
| 2012 | 53 747     | Censo  |
| 2024 | 63 266     | Censo  |

## Economía
La economía de la provincia se basa en la producción ganadera de alpacas, vacas y ovejas. En producción agrícola se siembra, papa, oca, quinua, arveja, haba, papalisa,cebada,maíz y hortalizas. En torno al Lago Titicaca hay gran actividad piscícola, especialmente en la crianza de pejerrey y trucha.